# Liste der Monuments historiques in Creney-près-Troyes
Die Liste der Monuments historiques in Creney-près-Troyes führt die Monuments historiques in der französischen Gemeinde Creney-près-Troyes auf.

## Liste der Immobilien
| Bezeichnung       | Beschreibung           | Standort                 | Kennzeichnung | Schutzstatus | Datum | Bild           |
| ----------------- | ---------------------- | ------------------------ | ------------- | ------------ | ----- | -------------- |
| Kirche St-Aventin | ab dem 12. Jahrhundert | Place de l’Église (Lage) | PA00078094    | Classé       | 1907  | weitere Bilder |

## Liste der Objekte
| Bezeichnung                                                 | Beschreibung | Standort                        | Kennzeichnung | Schutzstatus | Datum | Bild |
| ----------------------------------------------------------- | --- | ------------------------------- | ------------- | ------------ | ----- | ---- |
| Adlerpult                                                   | Eichenholz, vergoldet, Anfang des 19. Jahrhunderts                                                                         | in der Kirche St-Aventin (Lage) | PM10003543    | Inscrit      | 1980  |      |
| Skulptur Stehende Madonna mit Kind                          | Kalkstein, farbig gefasst, Ende des 13. Jahrhunderts                                                                       | in der Kirche St-Aventin (Lage) | PM10000658    | Classé       | 1908  |      |
| Skulptur Johannes der Täufer                                | Kalkstein, farbig gefasst, 16. Jahrhundert                                                                                 | in der Kirche St-Aventin (Lage) | PM10000664    | Classé       | 1980  |      |
| Sieben Kirchenfenster                                       | bezeichnet 1510 und 1520                                                                                                   | in der Kirche St-Aventin (Lage) | PM10000655    | Classé       | 1907  |      |
| Skulptur Madonna mit Kind                                   | Kalkstein, farbig gefasst, 13. Jahrhundert                                                                                 | in der Kirche St-Aventin (Lage) | PM10000657    | Classé       | 1908  |      |
| Reliquiar des heiligen Aventinus                            | Eichenholz, vergoldet, 19. Jahrhundert                                                                                     | in der Kirche St-Aventin (Lage) | PM10003538    | Inscrit      | 1979  |      |
| Taufbecken                                                  | Kalkstein, weiß getüncht, Ende des 16. Jahrhunderts                                                                        | in der Kirche St-Aventin (Lage) | PM10000654    | Classé       | 1894  |      |
| Pietà                                                       | Kalkstein, farbig gefasst, Mitte des 16. Jahrhunderts                                                                      | in der Kirche St-Aventin (Lage) | PM10000656    | Classé       | 1908  |      |
| Tabernakel                                                  | Eichenholz, vergoldet, 16. Jahrhundert; verschwunden                                                                       | in der Kirche St-Aventin (Lage) | PM10000660    | Classé       | 1908  |      |
| Gemälde Madonna mit Kind zwischen zwei Bischöfen            | Ölfarbe auf Leinwand, 17. Jahrhundert                                                                                      | in der Kirche St-Aventin (Lage) | PM10000663    | Classé       | 1980  |      |
| Hauptaltar                                                  | Eichenholz, farbig gefasst und vergoldet, 16. Jahrhundert; Balustradenteil der 1847 abgebauten Empore, danach neu montiert | in der Kirche St-Aventin (Lage) | PM10000659    | Classé       | 1908  |      |
| Skulptur Heiliger Aventinus                                 | Holz, farbig gefasst, Ende des 16. Jahrhunderts                                                                            | in der Kirche St-Aventin (Lage) | PM10000661    | Classé       | 1908  |      |
| Grabstein für Jean de Creney und Marguerite de Bruillecourt | Kalkstein, bezeichnet 1349 und 1375                                                                                        | in der Kirche St-Aventin (Lage) | PM10000662    | Classé       | 1913  |      |
| Skulptur Unterweisung Mariens                               | Holz, farbig gefasst, 16. Jahrhundert                                                                                      | in der Kirche St-Aventin (Lage) | PM10003544    | Inscrit      | 1979  |      |
| Zwei Reliquiare                                             | Eichenholz, farbig gefasst und vergoldet, 18. Jahrhundert                                                                  | in der Kirche St-Aventin (Lage) | PM10003545    | Inscrit      | 1979  |      |